# マイ・ワンナイト・ルール
『マイ・ワンナイト・ルール』は、なかおもとこによる日本のWeb漫画。2024年4月27日から、『コミックシーモア』のオリジナルコミックレーベル『恋するソワレ+』（シーモアコミックス）で連載中。
2025年1月期にテレビ東京系「ドラマチューズ!」枠にてテレビドラマ化された。

## テレビドラマ
2025年1月8日（7日深夜）から2月26日（25日深夜）まで、テレビ東京の「ドラマチューズ!」枠にて放送された。主演は足立梨花。第1話のTVerでの再生回数は配信から5日間で100万回を突破した。

### キャスト
成海綾（なるみ あや）〈33〉
演 - 足立梨花
会社員。止められない性衝動に悩む。
堂島吾郎
演 - 平岡祐太
綾の上司。
坂崎マリ
演 - 中田青渚
綾の後輩で良き相談相手。
前田律
演 - 木村了
堂島の大学の後輩。
黒木リサ
演 - 花柳のぞみ
綾の同期。
叶美琴
演 - 酒井若菜
堂島の元妻。
日本酒くん
演 - 青木瞭

### スタッフ
- 監督 - 小沼雄一、のむらなお、灯敦生
- 脚本 - 灯敦生、藤平久子、丹保あずさ、松下沙彩
- 主題歌 - Little Black Dress「PLAY GIRL」（キングレコード）[4]
- エンディングテーマ - Offo tokyo「Your Song」（Imperial Records）[5]
- プロデューサー - 中村晋野（テレビ東京）、加藤伸崇（SDP）、石神理奈（SDP）、坪ノ内俊也（R.I.S Enterprise）
- 制作 - テレビ東京、SDP
- 製作著作 - 「マイ・ワンナイト・ルール」製作委員会

### 放送日程
| 各話   | 放送日  | サブタイトル                      | 脚本       | 監督       |
| ------ | ------- | --------------------------------- | ---------- | ---------- |
| 第1話  | 1月08日 | 女の性欲はどうすればいい?         | 灯敦生     | 小沼雄一   |
| 第2話  | 1月15日 | 若い頃は遊んどくべき?             | 藤平久子   | 小沼雄一   |
| 第3話  | 1月22日 | ヤッたら好きになるって本当?       | 藤平久子   | のむらなお |
| 第4話  | 1月29日 | 恋愛と性欲の適齢期はいつ?         | 松下沙彩   | のむらなお |
| 第5話  | 2月05日 | テクニックより信頼感がキモチイイ? | 灯敦生     | のむらなお |
| 第6話  | 2月12日 | セックスでしか快感は得られない?   | 丹保あずさ | 灯敦生     |
| 第7話  | 2月19日 | 束縛しないオトナの関係って?       | 丹保あずさ | 小沼雄一   |
| 最終話 | 2月26日 | 二人のオンリーナイトルール        | 灯敦生     | 小沼雄一   |

### 放送局
| 放送期間                | 放送時間                     | 放送局         | 対象地域       | 備考   |
| ----------------------- | ---------------------------- | -------------- | -------------- | ------ |
| 2025年1月8日 - 2月26日  | 水曜 0:30 - 1:00（火曜深夜） | テレビ東京     | 関東広域圏     | 製作局 |
|                         |                              | テレビ北海道   | 北海道         |        |
|                         |                              | テレビせとうち | 岡山県・香川県 |        |
|                         |                              | TVQ九州放送    | 福岡県         |        |
| 2025年1月11日 - 3月1日  | 土曜 2:00 - 2:30（金曜深夜） | テレビ大阪     | 大阪府         |        |
| 2025年1月23日 - 3月13日 | 木曜 1:00 - 1:30（水曜深夜） | テレビ愛知     | 愛知県         |        |

### ネット配信
| 配信開始月 | 配信サイト     | 配信料金     | 備考       |
| ---------- | -------------- | ------------ | ---------- |
| 2025年1月  | TVer           | 広告付き無料 | 見逃し配信 |
| 2025年1月  | ネットもテレ東 | 広告付き無料 | 見逃し配信 |
| 2025年1月  | Lemino         | 広告付き無料 | 見逃し配信 |
| 2025年1月  | U-NEXT         | 定額制有料   |            |
| 2025年1月  | Prime Video    | 定額制有料   |            |

| テレビ東京 ドラマチューズ!                 | テレビ東京 ドラマチューズ!                          | テレビ東京 ドラマチューズ!             |
| 前番組                                     | 番組名                                              | 次番組                                 |
| ------------------------------------------ | --------------------------------------------------- | -------------------------------------- |
| ウイングマン （2024年10月23日 - 12月25日） | マイ・ワンナイト・ルール （2025年1月8日 - 2月26日） | 今夜は…純烈 （2025年3月5日 - 3月26日） |